# فرودگاه وانچو ووچیاو
فرودگاه وانچو ووچیاو (به انگلیسی: Wanzhou Wuqiao Airport) یک فرودگاه همگانی با کد یاتا WXN است . این فرودگاه در کشور چین قرار دارد و در ارتفاع ۳۵ متری از سطح دریا واقع شده است.

## شرکت‌های هواپیمایی و مقصدهای پروازی
| شرکت‌های هواپیمایی | مقصدهای پروازی |
| ----------------- | --- |
| هاینان ایرلاینز   | پکن، چنگچینگ ییانگبی، دالیان ژووشویزی، بایون گوآنگجو، هانگجو ژیاشان، نینگبو لیشه، شانگهای پودنگ، شنینگ تخین، شنژن بن |